# Лазвиани
Лазвиани (груз. ლაზვიანი) — село в Грузии, в муниципалитете Душети края Мцхета-Мтианети. 

## География
Село расположено в центральной части края, в 9 километрах по прямой к юго-востоку от центра муниципалитета Душети. Высота центра — 900 метров над уровнем моря.

## Население
По данным переписи населения 2014 года, в селе проживало 67 человек.
| Год  | Население |
| ---- | --------- |
| 2002 | 80        |
| 2014 | 67        |